# Heinrich Benno Möschler
Heinrich Benno Möschler (Herrnhut, 28 d'octubre de 1831 in Herrnhut - Kronförstchen, prop de Bautzen, 21 de novembre de 1888) va ser un entomòleg alemany especialitzat en lepidòpters.
Möschler era un distribuïdor de papallones i membre de la Societat Entomològica de Stettin (Entomologischer Verein zu Stettin). Les seves col·leccions de Surinam i Puerto Rico es troben al Museu d'història natural de Berlín (Museum für Naturkunde). Els seus microlepidòpters es troben al Museu d'història natural de Görlitz (Naturkundemuseum Görlitz).

## Publicacions
Llista parcial
- (1876). Exotisches (Fortsetzung). Stettiner Entomologische Zeitung 37(7–9), 293–315.
- (1877). Beiträge zur Schmetterlings-Fauna von Surinam. Verh. zool.-bot. Ges. Wien 26: 293–352 Möschler, 1877: Beiträge zur Schmetterlings-Fauna von Surinam Verh. zool.-bot. Ges. Wien 26: 293-352
- (1878). Beiträge zur Schmetterlings-Fauna von Surinam. II. Verhandlungen der kaiserlich-königlichen zoologisch-botanischen Gesellschaft in Wien 27, 629-700.
- (1884). Beiträge zur Schmetterlings-fauna des Kaffernlandes. Verhandlungen der kk Zoologisch-Botanischen Gesellschaft in Wien, 33:267–310, pl.l
- (1887). Beiträge zur Schmetterlings-Fauna der Goldküste.
- (1890). Die Lepidopteren-Fauna der Insel Portorico. Abhandlungen der Senkenbergischen Naturforschenden Gesellschaft, 16 : 70–360, pl.1